# Agave pumila
Agave pumila là một loài thực vật có hoa trong họ Măng tây. Loài này được De Smet ex Baker mô tả khoa học đầu tiên năm 1888.